# Erade
Erade is een Belgisch historisch merk van motorfietsen.
Volgens Paul Kelecoms Monographie des Industries du Bassin de Liège, Industrie du Cycle et de l'Automobile uit 1905 produceerde dit bedrijf in dat jaar motorfietsen in Bressoux, maar er is verder niets over bekend.